# Jan Łubniewski
Jan Łubniewski (ur. 15 lipca 1916, zm. 19 listopada 2010 w Błoniu) – poeta, żandarm wojskowy, weteran kampanii wrześniowej.
Urodził się na Wileńszczyźnie w 1916 roku. Po ukończeniu szkoły wstąpił do żandarmerii wojskowej. W latach przedwojennych służył w stopniu kapitana. Podczas kampanii wrześniowej, prawdopodobnie walczył na Kresach Wschodnich. Cudem uniknął Katynia.
Po wojnie pisał wiersze. Napisał dwie książki poetyckie. Mieszkał w Błoniu.